# Hollywood al desnudo
Hollywood al desnudo (What Price Hollywood?) es una película dramática estadounidense de 1932, dirigida por George Cukor, con Constance Bennett, Lowell Sherman y Neil Hamilton en los roles principales. El guion escrito por Gene Fowler y Rowland Brown, está basado en un cuento de Adela Rogers St. Johns.

## Argumento
Una joven camarera (Constance Bennett) logra convertirse en actriz explotando sus relaciones personales con un joven millonario (Neil Hamilton) y un director de cine alcohólico (Lowell Sherman).

## Comentarios
La película es una crítica al mundo de Hollywood y al sistema de contratación de actores denominado "Star-system".
Tuvo varias versiones posteriores:
- Primera versión de William A. Wellman. (1937)
- Segunda versión del propio Cukor. (1954)
- Tercera versión dirigida por Frank Pierson. (1976)
- Cuarta versión dirigida, producida y protagonizada por Bradley Cooper. (2018)

## Premios y nominaciones

### Óscar 1932
| Categoría            | Persona                | Resultado |
| -------------------- | ---------------------- | --------- |
| Mejor guion original | Adela Rogers St. Johns | Candidata |